# フランツ・シュナイダーハン
フランツ・シュナイダーハン（Franz Schneiderhan, 1863年10月9日 - 1938年9月20日）は、オーストリアの文化官僚。
ウィーンのマイドリンク生まれ。1926年から1933年までオーストリア国立劇場の総監督を務め、一方で帽子の製造業を営んだ。 1935年から1938年まで国際モーツァルテウム財団の総裁を務めた。また1935年から1936年まで、国際ロータリーのザルツブルク支部長を務めた。
ザルツブルク州カプルーンにて没した。
ヴァイオリニストのワルターおよびヴォルフガング・シュナイダーハン兄弟の大叔父に当たる。